# Fédération des sociétés taurines de France
La Fédération des sociétés taurines de France est une association loi de 1901 qui regroupe les aficionados, organisant des rencontres, des remises de trophées (la muleta d'Arles), des conférences-débats, des voyages ou des projections (comme le club taurin de Paris La Querencia). Elle fait partie des dix plus anciennes fédérations taurines répertoriées dans Le Cossio.

## Activités
Outre des activités en liaison avec la tauromachie comme l'entraînement dirigé de toreo de salon pour les aficionados practicos, et des activités culturelles comme les expositions ou les débats autour d'une personnalité du monde du spectacle (Denis Podalydès entre autres), la fédération travaille depuis de nombreuses années au respect de l'éthique de la corrida et de toutes les formes de tauromachie.
Elle a notamment contribué dès 1966 à l'élaboration du Règlement de l'Union des villes taurines françaises en partenariat avec l'Union des villes taurines françaises. Elle héberge le site de l'union des bibliophiles taurins de France.
En 1968, Louis Lacroix en devient le président, puis, en 1975, il fonde la Fédération française de la course camarguaise (FFCC).
Elle comprend environ 64 clubs fédérés. Elle est partenaire du l'Union des villes taurines françaises.

## Pour la défense de l'éthique taurine
La société a déjà ordonné des saisies de cornes douteuses et participé dès 1966 à l'élaboration du Règlement de l'Union des villes taurines françaises.
La fédération est également membre de l'Observatoire national des cultures taurines.

## Présidents
- 1910-? : ? Guizard
- ?-1946 : Jean Cavaillès
- 1946-1950 : Henri Marc
- 1950-? : Philippe Rödel[9]
- 1979-1999 : Henri Capdeville
- 1999-2014 : Roger Merlin
- Depuis 2014 : Dominique Valmary[10]